# Euseius eitanae
Euseius eitanae är en spindeldjursart som först beskrevs av Swirski och Amitai 1965.  Euseius eitanae ingår i släktet Euseius och familjen Phytoseiidae. Inga underarter finns listade i Catalogue of Life.